# Остров сокровищ (фильм, 1950)
«Остров сокровищ» (англ. Treasure Island) — американо-британский цветной приключенческий фильм 1950 года, снятый режиссёром Байроном Хэскином по одноимённому роману «Остров сокровищ» Роберта Льюиса Стивенсона.

## Сюжет
1765 год. Западное побережье Англии. Подросток Джим Хокинс живёт со своей матерью, хозяйкой трактира «Адмирал Бенбоу». В трактир наносит визит пират Чёрный Пёс, который расспрашивает Джима о капитане Билли Бонсе. После того как в трактир приходит Слепой Пью, который вручает постояльцу Билли Бонсу «чёрную метку», у пирата на фоне алкоголизма и нервных перегрузок происходит апоплексический удар. Перед смертью Билли Бонс передаёт Джиму неизвестную карту и отправляет его за помощью. Во время отсутствия Джима шайка пиратов начинает обыскивать таверну, но, услышав топот приближающихся лошадей, пираты спешат убраться восвояси. К тому моменту, когда Джим, сквайр Трелони и доктор Ливси оказались в таверне, капитан Билли Бонс был уже мёртв. Джим показывает им карту, переданную ему Билли Бонсом. Трелони, посмотрев карту, определяет её как карту сокровищ легендарного капитана Флинта. В Бристоле Трелони нанимает корабль капитана Смоллетта под названием «Эспаньола». В команду корабля входят — доктор Ливси в качестве корабельного врача и Джим Хокинс — юнгой. В качестве корабельного повара Трелони нанимает одноногого трактирщика Джона Сильвера, который соглашается набрать команду на корабль. Искатели сокровищ отправляются в плавание, не подозревая, что корабельный повар Джон Сильвер и набранная им на судно команда — шайка пиратов, которые давно охотятся за сокровищами своего капитана.

## В ролях
- Бобби Дрисколл — Джим Хокинс
- Роберт Ньютон — Джон Сильвер
- Бэзил Сидни — капитан Смоллетт
- Уолтер Фицджеральд — Трелони
- Денис О’Ди — доктор Ливси
- Финлей Карри — Билли Бонс
- Ральф Трумэн — Джордж Мэрри
- Джеффри Кин — Израэль Хэндс
- Джеффри Уилкинсон — Бен Ганн
- Джон Лори — Слепой Пью
- Фрэнсис де Вольф — Чёрный Пёс
- Дэвид Дэвис — мистер Эрроу
- Джон Грегсон — Том Редрут
- Эндрю Блэккетт — Грей
- Уильям Девлин — Морган
- Ховард Дуглас — Уильямс
- Гарри Локк — Хагготт
- Сэм Кидд — Кэди
- Стивен Джек — Джоб
- Гарольд Джеймисон — Скалли
- Дэвид Блейк Келли — Болен
- Реджинальд Драммонд — Вейн
- Гордон Малхолланд — Дургин
- Патрик Траутон — Роуч
- Кен Бакл — Джойс

## Съёмочная группа
- Режиссёр: Байрон Хэскин
- Продюсеры: Перс Пирс, Уолт Дисней, Герберт Смит
- Сценарист: Лоуренс Эдвард Уоткин
- Оператор: Фредди Янг
- Композитор: Клифтон Паркер